# I pianeti contro di noi
I pianeti contro di noi, (francès: Le monstre aux yeux verts) és una pel·lícula de ciència-ficció de terror italo-francesa del 1962 dirigida per Romano Ferrara, basada en una història de Massimo Rendina.Destaca per mostrar una invasió planificada de cyborgs, robots de forma humanoide, en lloc de la trama comuna de la pel·lícula de ciència-ficció d'extraterrestres que habiten, prenen el control o dupliquen humans.

## Argument
L'avió que transportava el científic atòmic Prof. Landersen i el seu fill Robert s'estavella al desert del Sàhara, matant a tothom a bord. El cos de Robert no es troba.
Als EUA i l'URSS diversos llançaments de coets fracassen de manera desastrosa, amb un individu molt semblant a Robert Landersen vist en cadascun exactament al mateix temps; llavors s'esvaeix sense deixar rastre. Les autoritats comencen a sospitar de la participació d'éssers alienígenes i inicien una cacera mundial per trobar l'home misteriós.
A Roma, l'artista Audrey Bradbury es troba amb l'home, que es comporta de manera estranya. Se sent atreta per ell i decideix anomenar-lo Bronco. En una festa (que sembla una escena d'una pel·lícula contemporània de Fellini) Bronco coneix a Marina Ferri, que està compromesa amb el professor Borri, que està desenvolupant un gas paralitzant. També se sent atreta per Bronco, que desitja conèixer el Prof. Borri. Quan Bronco i Marina són detinguts al seu cotxe per la policia, Bronco toca un agent amb la mà nua i aquest mor a l'instant. Més tard, a casa de l'Audrey, l'Audrey intenta besar en Bronco. Ell creu que ella sense voler-lo l'ha traït a la policia i li toca l'esquena, fent-la esmicolar en pols.
Mentrestant, les autoritats han conclòs que la Terra està sent atacada per éssers d'un altre planeta, tots amb aparences idèntiques basades a la de Robert Landersen.
En Bronco se sent atret per Marina i li diu que no és humà. Després d'advertir-la que la humanitat està a punt de cometre els mateixos errors amb la radiació atòmica que va destruir el seu propi planeta, llavors utilitza la seva força de voluntat per fer-la oblidar el que li ha dit. Ella el porta a conèixer el professor Borri, on la policia l'ha fet radiografia en secret i descobreix que té un esquelet metàl·lic sota una coberta semblant a la pell. Conclouen que tots els éssers estan fets per semblar-se a Robert Landersen i tenen la intenció d'envair la Terra a la recerca d'una nova llar.
La policia intenta localitzar en Bronco, i un policia li dispara amb una pistola de raigs que el fereix greument. Després d'una persecució de cotxes per Roma i pels voltants que implica l'exèrcit italià, Bronco és atacat per una descàrrega dels éssers del plat volador que marxa a l'espai, deixant-lo només com un munt de draps i metall fos.
Trencant la quarta paret, un dels funcionaris insta el públic a estar vigilant, explicant que altres éssers com Branco s'amaguen allà fora, igualment monstruosos i amb ganes d'apoderar-se de la Terra.

## Repartiment
- Michel Lemoine - Bronco / Robert Landersen
- Maria Pia Luzi - Marina Ferri
- Jany Clair - Audrey Bradbury
- Marco Guglielmi - Capt. Carboni
- Piero Palermini - Ufficiale italiano
- Jacopo Tecchi -Prof. Giorgio Borri
- Otello Toso - Major Michelotti
- Peter Dane - Funcianari ONU

## Crítica
Fantafilm defineix la pel·lícula com una "inusual excursió italiana al gènere de la ciència-ficció", que, tot i estar penalitzada per la típica escassetat de recursos, ofereix una certa originalitat del tema i interpretacions discretes.